# Club
Un club és una agrupació de persones lliurement associades, o societat, que reuneix un nombre variable d'individus (membres o socis) que coincideixen en els seus gustos i opinions artístiques, literàries, polítiques, filantròpiques, esportives, etc., o simplement en els seus desitjos de relació social.
Els objectius i activitats dels clubs són molt diversos i depenen del motiu pel qual les persones s'hagin associat: realització d'activitats esportives, intercanvis d'idees, debats culturals, organització d'activitats a favor de tercers, activitats formatives i informatives en benefici propi, etc.
Una característica comuna per a quasi tots els clubs és l'absència d'ànim de lucre de les activitats desenvolupades. Poden realitzar, a més de les activitats pròpies de les seves finalitats, altres activitats que podrien ser considerades com empresarials, amb el benentès que el benefici d'aquestes activitats sigui aplicat a la continuïtat del club.
Probablement siguin els clubs esportius els més coneguts, i, en especial, els clubs de futbol i els clubs nàutics. Al nord d'Espanya els clubs gastronòmics, també anomenats "societats gastronòmiques", gaudeixen de gran prestigi.

## Història
Històricament, els clubs han existit arreu i d'ençà que la civilització porta les societat sedentàries, si bé el seu nom ha anat canviant en funció dels orígens o del fet que tinguessin finalitats religioses, culturals o professionals. L'existència d'antics clubs grecs i associacions en l'antiga Roma en són una mostra.

### Orígens de la paraula i el concepte
L'origen de l'actual paraula, ha estat adoptada en molts idiomes des de l'anglès. No és clar si l'ús de la paraula anglesa "club" es va originar en el sentit d'un grup de gent, o del fet que els membres eren "clubbed" (colpejats) a pagar les despeses de les seves reunions. El primers clubs anglesos eren simplement reunions periòdiques informals d'amics amb el propòsit de menjar o beure junts. El poeta Thomas Occleve (de l'època d'Enric IV) esmenta un club amb un afrancesat nom, La Court de Bonne Compagnie (el Saló de la Bona Companyia), del qual ell en va ser membre. El 1659 John Aubrey va escriure: "Ara fem servir la paraula Clubbe per a una confraria [una societat, associació, o fraternitat de qualsevol tipus] en una taverna".

### En temps de Shakespeare
Un dels primers i més famosos clubs amglesos va ser el Bread Street o Friday Street Club creat per Sir Walter Raleigh i que reunia a la Taverna Mermaid als seus membres: John Selden, John Donne, John Fletcher i Francis Beaumont entre d'altres. Hi ha la creença que William Shakespeare n'era membre d'aquest club i hi assistia, tot i que no hi ha proves documentades per recolzar aquesta afirmació. Un altre club, suposadament fundat per Ben Jonson, va ser el que es reunia a la Devil Tavern, prop de Temple Bar, també a Londres.

### Cafès
La paraula "club", en el sentit d'una associació per a fomentar l'agermanament i les relacions socials, es va popularitzar a Anglaterra a començaments del segle xviii (1709-1712). Amb la introducció del cafè a mitjan segle xvii, els clubs van entrar en una fase de creixement. Les cases de cafè, a finals del període Estuard, són els veritables orígens dels club. A finals del segle xvii i principis del segle xviii s'hi semblaven als establiments precursors tipus Tudor, ja que sovint eren associacions exclusivament per a relacionar-se o que funcionaven com cenacles literaris. Tot això, molts és declaradament polítics, per exemple, "La Rota", o el "Club Cafè" (1659), una societat de debat per a la propagació d'idees republicanes, trencant amb la Restauració anglesa de 1660, Calves Head Club (1693) i el Green Ribbon Club (1675). Aquests clubs es caracteritzaven per la seva clandestinitat que comportava una manca d'obligació financera permanent pels membres, més enllà de pagar cadascú el seu menjar després de les reunions i la inexistència de seu social permanent, tot i que cada petit grup tendia a tenir llocs de trobada a cafès o tavernes habituals.
Aquests cafè-clubs aviat es varen convertir en focus d'escàndols polítics i d'intrigues, i el 1675 el rei Carles II d'Anglaterra va emetre una proclamació dient: "Sa Majestat ha considerat apropiat i necessari que els cafès (en al futur) desapareguin i siguin reprimits," perquè "es conceben aquest tipus d'informes falsos, maliciosos i escandalosos i s'escampa la difamació del Govern de Sa Majestat i la pertorbació de la pau i la tranquil·litat del regne". Va ser tan impopular que gairebé instantàniament es va considerar necessari retirar aquesta proclama, i durant el regnat de la reina Anna els cafè-club varen ser una característica de la vida social d'Anglaterra.

### Entre els seglesxviiiixix
La idea del club es va desenvolupar en dues direccions. Una d'elles era comptar amb una institució permanent amb un club fix. Els cafè-clubs de Londres, en augmentar els seus membres, absorbien tot l'espai de la cafeteria o taverna on se celebraven les seves reunions, i acabaven per convertir-se exclusivament en la seu del club, sovint conservant el nom de l'hostal o taverna original, per exemple, White's, Brooks's', Arthur's, o Boodle's. Aquests encara segueixen existint com famosos grups de cavallers.
L'estil de vida itinerant de les classes mitjanes del segle xviii i XIX també va impulsar el desenvolupament dels clubs més residencial, amb dormitoris i altres instal·lacions. Militars i oficials navals, advocats, jutges, membres del Parlament i funcionaris del govern tendien a tenir una presència irregular a les principals ciutats de l'Imperi, en particular Londres, residint potser uns pocs mesos i després marxar, abans de passar a un període prolongat de temps. Especialment quan aquesta presència no coincideix amb la temporada social a Londres, poder comptar amb un habitatge permanent a la ciutat (és a dir, una casa de propietat o llogada, amb el corresponent personal de servei), resultava inconvenient o poc rendible, mentre que els hotels eren poc freqüents i orientats a classes socialment inferiors. En aquestes circumstàncies, comptar amb un club amb una sèrie d'amics d'idees afins què assegurés una gran casa compartida amb un gerent era per tant una solució convenient.
L'altre tipus de club és aquell on es reuneixen periòdicament, sovint no té allotjament, però existeix per a un determinat objecte. Acostumen a estar relacionats amb esports i són clubs de passatemps, d'excursionisme, escacs, nàutics o del món del motor. També hi ha clubs literaris, de música o culturals. El qualificatiu de "club" s'ha incorporat per un nombrós grup d'associacions que se situen entre el club original i una simple societat d'amistat, o de caràcter merament temporal.

### A nivell mundial
La institució del club de cavallers es va propagar a tot el món anglosaxó. Molts dels que varen impulsar la Il·lustració escocesa eren membres del Poker Club d'Edimburg. Als Estats Units els clubs es varen establir per primera vegada després de la Guerra de la Independència. Un dels primers va ser el Hoboken Turtle Club (1797), què va sobreviure fins al 1911.
Els primers clubs en el continent europeu eren de caràcter polític. El 1848 varen estar prohibits a Àustria i Alemanya, i més tard, els clubs de Berlín i Viena eren meres rèpliques dels seus prototips anglesos. A França, on el terme "cercle" és el més habitual, el primer va ser Le Club Politique (1782), i durant la Revolució Francesa, aquestes associacions agrupaven importants forces polítiques, com els Jacobins, Feuillants o Cordeliers. En el terreny estrictament social, la més notable dels clubs de París va ser els Jockey-Club de París (1833), el Cercle de l'Union i el Cercle Interallié.

## Tipus de clubs
Col·legis professionalsSón organitzacions de caràcter professional i, en part, també social, per a proporcionar oportunitats professionals i d'educació avançada, presentacions sobre investigacions en curs, contactes de negocis, promoció pública de la professió i altres avantatges. Exemples d'aquests grups inclouen les associacions mèdiques, societats científiques, i col·legis d'advocats. Les societats professionals sovint tenen capes de l'organització, regional, nacional i internacional. Els capítols locals, en general, acostumen a reunir-se amb més freqüència i sovint incorporen estudiants avançats no puguin assistir a reunions nacionals.
Clubs de serveis o Club de compresS'organitzen per ajudar els membres a comprar béns que d'una altra manera podrien ser difícils o costosos d'obtenir. Algunes cooperatives o grans magatzems de compra varen començar com clubs de compra.
Clubs esportiusHi ha dos tipus d'organitzacions esportives: els que organitzen pràctiques esportives perquè participin els seus membres, i els que agrupen als fans d'un equip esportiu.